# 貞光川
貞光川（さだみつがわ）は、徳島県を流れる吉野川水系の一級河川である。別名は木綿麻川（ゆうまがわ）。

## 地理
剣山系の丸笹山（標高1,712m）に水源があり、旧美馬郡一宇村・貞光町を経て吉野川に合流する。釣りの名所でもありつるぎ町ではアメゴやアユが釣れる。

## 歴史
古代、忌部族がユウ麻を栽培して当川の水に漬けて皮をはぎ衣料として製織したため、木綿麻川という別名がある。
かつては木材の流送に利用されていたが、明治時代中期に郡道が開通すると、その役割を譲った。1925年に吉良発電所（最大出力2,700kw）、1931年に一宇村に切越発電所（4,000kw）が建設されている。

## 支流
- 法正谷川
- 平井谷川
- 久藪谷川
- 鳴滝谷川
- 明谷川
- 片川

## 自然景勝地
- 土釜 - つるぎ町
- 鳴滝 - つるぎ町
- 一宇峡

## 流域の自治体
徳島県
美馬郡つるぎ町